# Ierablur
Ierablur (En armeni: Եռաբլուր) és un cementiri militar situat en un turó dels afores d'Erevan, a Armènia. Des del 1988 Ierablur ha esdevingut el lloc d'enterrament dels soldats armenis que han mort en el transcurs de la guerra de l'Alt Karabakh.
Hi ha 741 tombes del Panteó de Ierablur. Tots els memorials del cementiri militar de Ierablur es poden consultar a la pàgina web hush.am.
Molts dels herois armenis més coneguts estan enterrats al cementiri militar, entre els que es troben:
- Movses Gorgisyan (1990)
- Vardan Stepanyan (1992)
- Monte Melkonian (1993)
- Garo Kahkejian (1993)
- Shahen Meghrian (1993)
- Sose Mayrig (mort el 1952, recol·locat a Ierablur el 1998)
- Vazguèn Sargsian (1999)
- Andranik Ozanian (mort el 1927, recol·locat a Ierablur el 2000)[2][3]
- Gurguèn Margarian (2004)
- Sebouh Nersesian (mort el 1940, recol·locat a Ierablur el 2014)[4][5]
- Robert Abadjian (2016)[6]

## Galeria

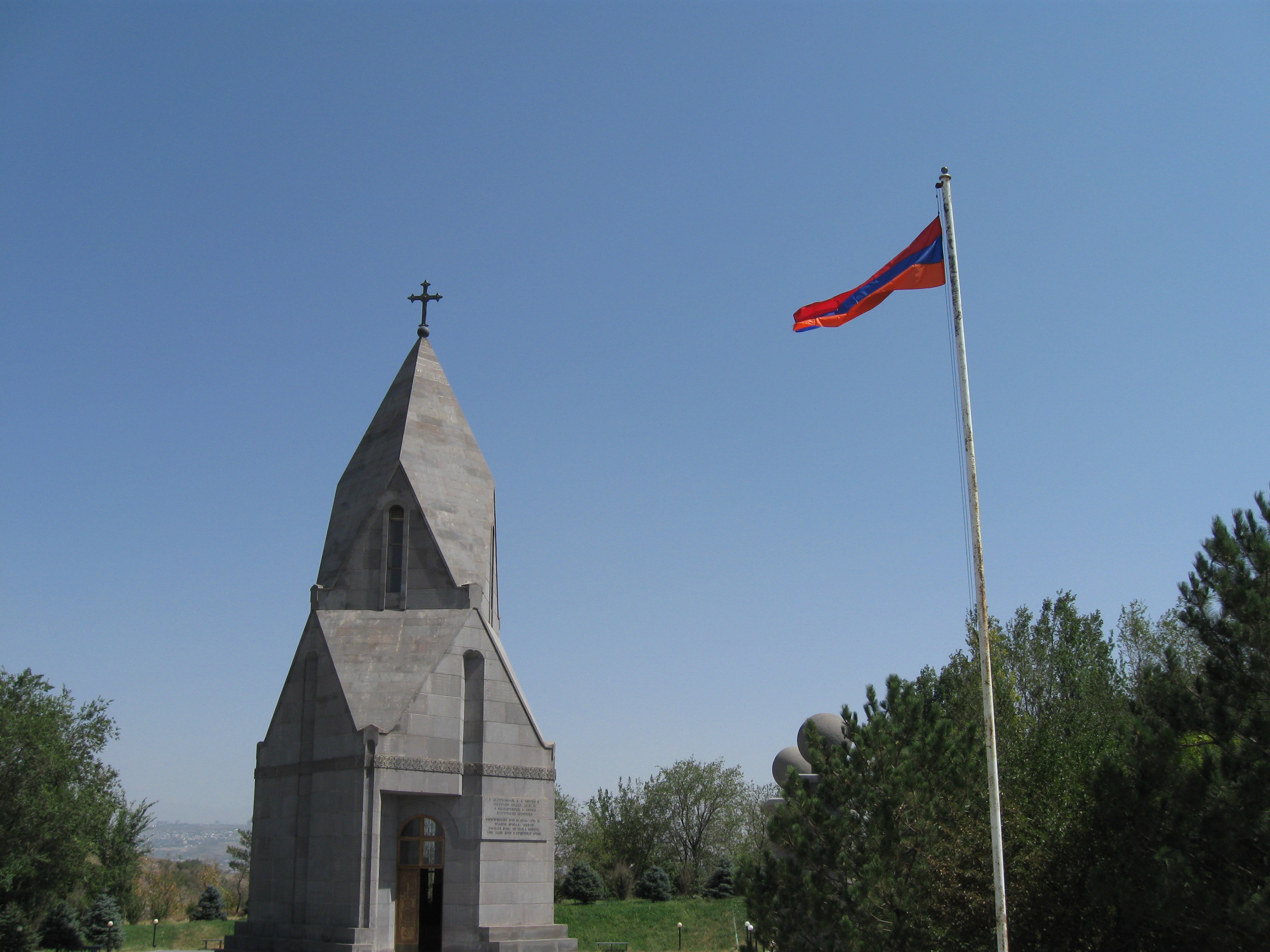
Església dels Sagrats Màrtirs Vartanants de Ierablur
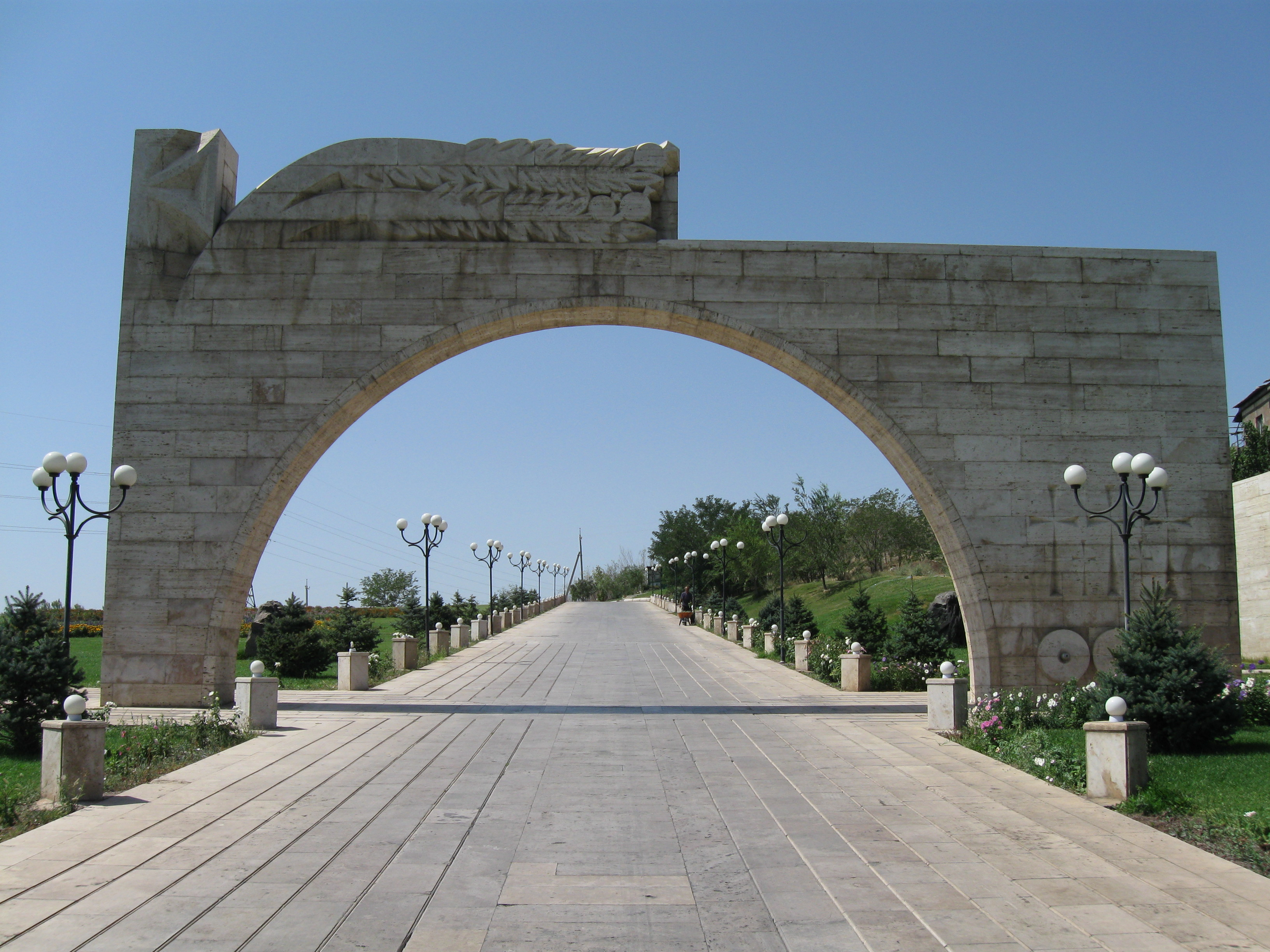
Entrada principal
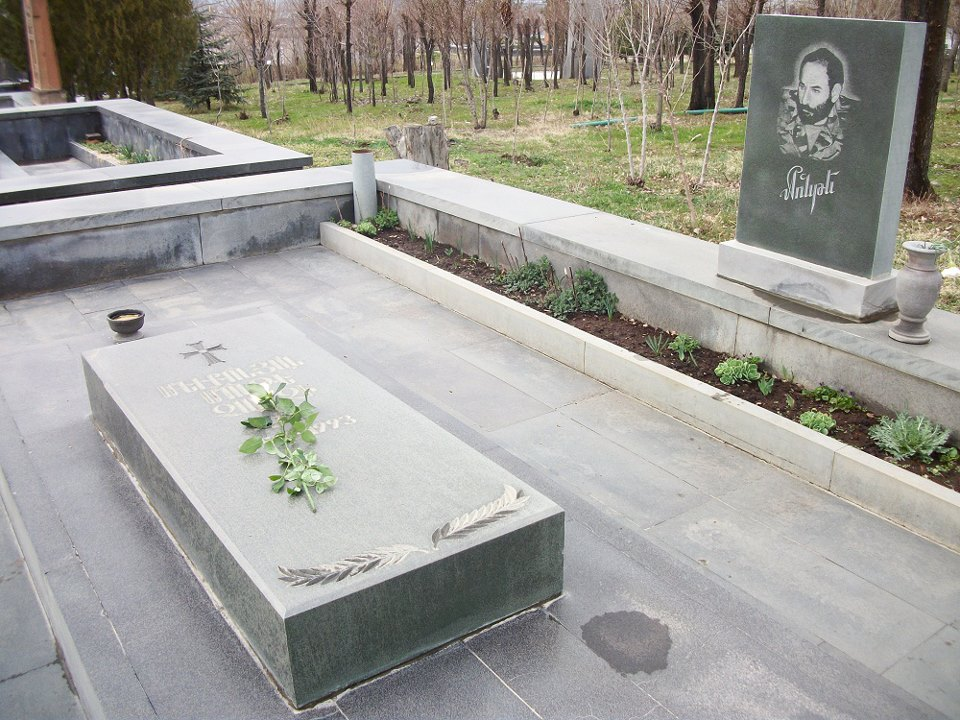
Monte Melkonian
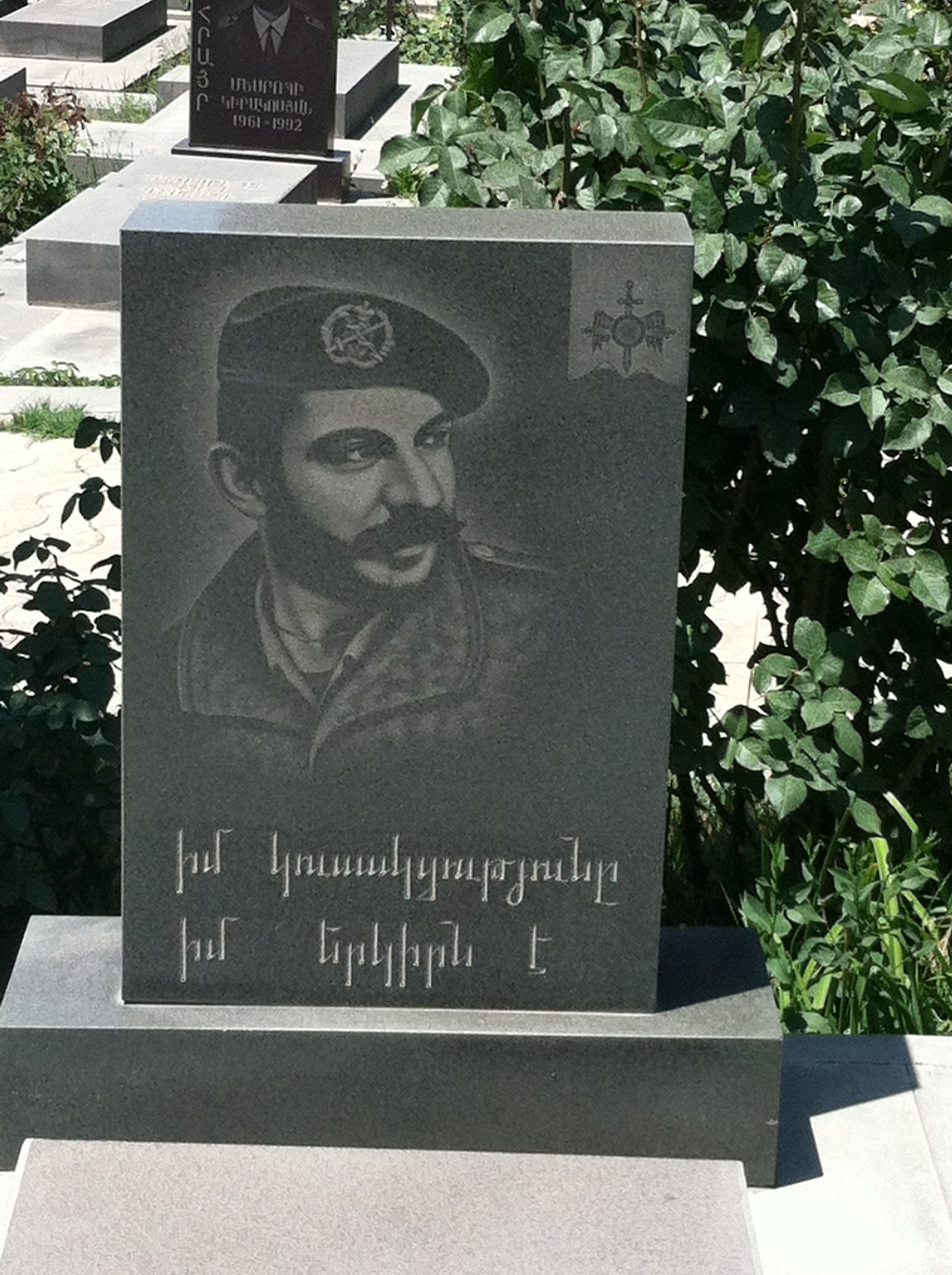
Garo Kahkejian
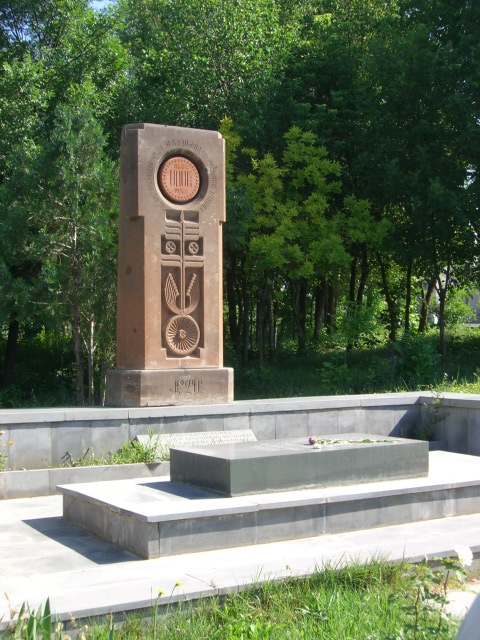
Sose Mayrig
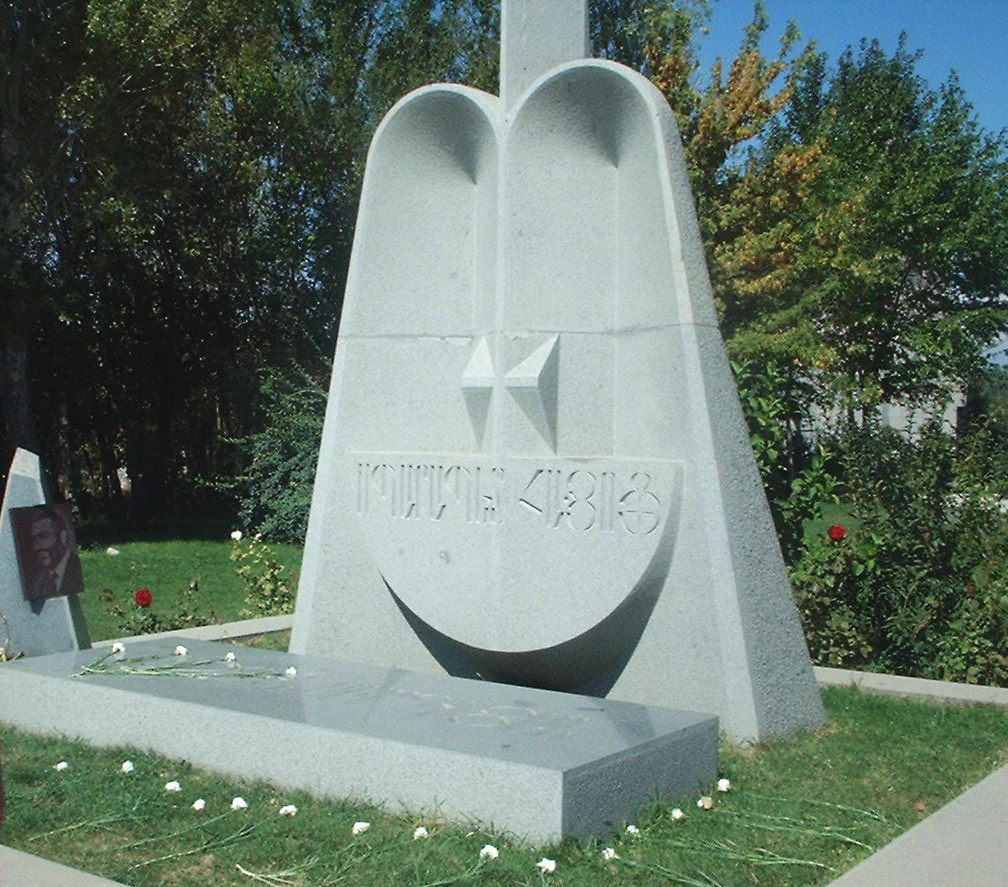
Vazguèn Sargsian
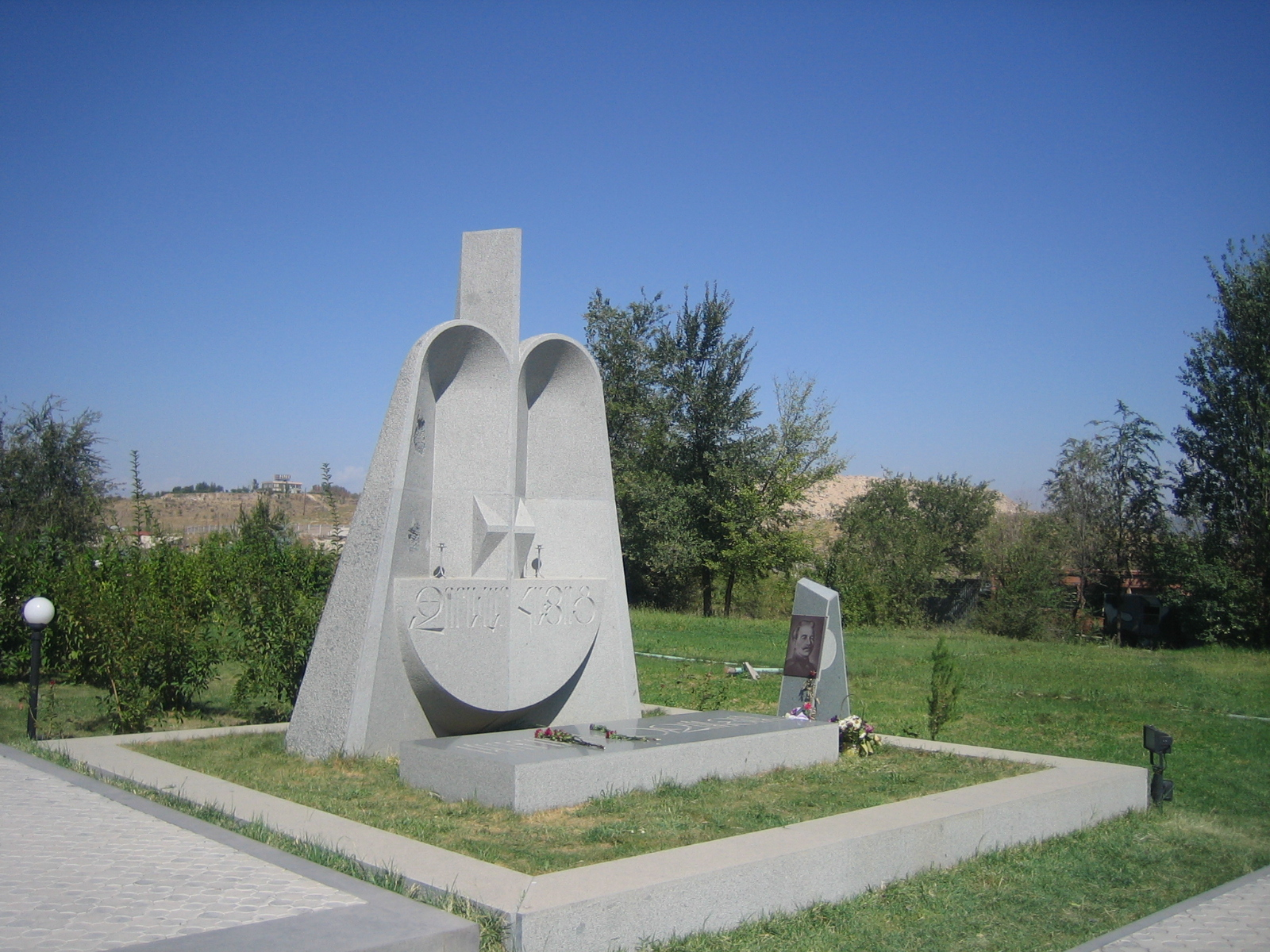
Andranik
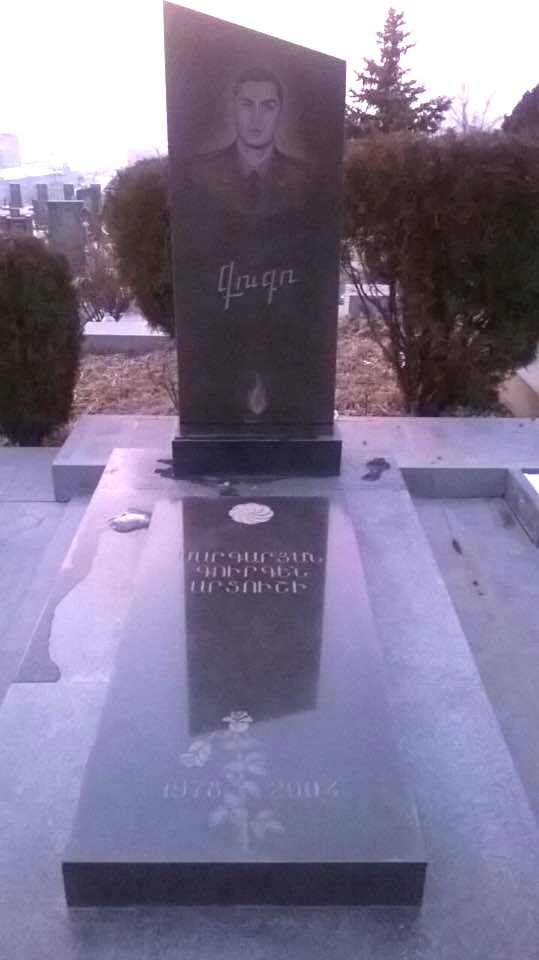
Gurguèn Margarian